# Roberta Vinci
Roberta Vinci (Taranto, 18. veljače 1983.) umirovljena je talijanska tenisačica. Trenutačno je peta najbolja rangirana talijanska tenisačica. Njezin najbolji WTA ranking je 18. mjesto koje je ostvarila 12. rujna 2011. godine. Na svim Grand Slam turnirima najveći joj je uspjeh finale US opena. U karijeri je osvojila 25 WTA turnira i 10 ITF turnira. U karijeri je zaradila 8,220.238 američkih dolara.

### WTA naslovi pojedinačno (9)
| Br. | Datum               | Turnir           | Suparnica u finalu | Rezultat               |
| 1.  | 25. veljače 2007.   | Bogota           | Tathiana Garbin    | 6:7(5), 6:4, 0:3 pred. |
| 2.  | 19. travnja 2009.   | Barcelona        | Marija Kiriljenko  | 6:0, 6:4               |
| 3.  | 24. listopada 2010. | Luksemburg       | Julia Görges       | 6:3, 6:4               |
| 4.  | 30. travnja 2011.   | Barcelona        | Lucie Hradecka     | 4:6, 6:2, 6:4          |
| 5.  | 18. lipnja 2011.    | 's-Hertogenbosch | Jelena Dokić       | 6:7(7), 6:3, 7:5       |
| 6.  | 10. srpnja 2011.    | Budimpešta       | Irina-Camelia Begu | 6:4, 1:6, 6:4          |
| 7.  | 26. kolovoza 2012.  | Dallas           | Jelena Janković    | 7:5, 6:3               |
| 8.  | 14. travnja 2013.   | Katowice         | Petra Kvitová      | 7:6(2), 6:1            |
| 9.  | 14. srpnja 2013.    | Palermo          | Sara Errani        | 6:3, 3:6, 6:3          |